# Progomphus clendoni
Progomphus clendoni är en trollsländeart som beskrevs av Philip Powell Calvert 1905. Progomphus clendoni ingår i släktet Progomphus och familjen flodtrollsländor. Inga underarter finns listade i Catalogue of Life.